# 克劳迪娅·邦奇
克劳迪娅·玛丽·邦奇（英語：Claudia Mary Bunge；1999年9月21日—），新西兰女子足球运动员，司职后卫，目前效力于墨尔本胜利足球俱乐部和新西兰国家女子足球队。她曾代表新西兰参加2020年和2024年夏季奥林匹克运动会女子足球比赛。